# Ulocladium botrytis
Ulocladium botrytis är en svampart som beskrevs av Preuss 1851. Ulocladium botrytis ingår i släktet Ulocladium och familjen Pleosporaceae.   Inga underarter finns listade i Catalogue of Life.